# Streptanthus cordatus
Streptanthus cordatus là một loài thực vật có hoa trong họ Cải. Loài này được Nutt. miêu tả khoa học đầu tiên năm 1838.